# Pio XII, Maranhão
Pio XII este un oraș în unitatea federativă Maranhão (MA), Brazilia.